# Smelowskia tibetica
Smelowskia tibetica är en korsblommig växtart som först beskrevs av Thomas Thomson, och fick sitt nu gällande namn av Vladimir Ippolitovich Lipsky. Smelowskia tibetica ingår i släktet Smelowskia och familjen korsblommiga växter. Inga underarter finns listade i Catalogue of Life.